# Lida Hulgaard
Lida Hulgaard (født 12. august 1939 i Aarhus) er en dansk advokat, der særligt har virket inden for skatteret.

## Baggrund
Hulgaard voksede op i Risskov i et "godt borgerligt miljø" som datter af modstandsmanden og kemiker Axel Voigt, som underviste på Aarhus Universitet. Hun var den ældste af en søskendeflok på fire. 
Under krigen skjulte faren sprængstof i familiens kælder, men blev afsløret og kom til Neuengamme koncentrationslejr, som han dog overlevede. 
Mens hun gik på Aarhus Katedralskole blev hun gravid og fik både søn og studentereksamen.
Hulgaard blev cand.jur. fra  Aarhus Universitet i 1965 og havde under studierne fået yderligere 3 børn.
Hun fik advokatbestalling i 1968 samt møderet for Højesteret i 1978.
Hulgaard er også en fremtrædende dansk bridge-spiller, der har spillet på landsholdet. Hun har været Danmarksmester i bridge adskillige gange og vundet de nordiske mesterskaber.

## Karriere
Hulgaard har været ansat på Aarhus Universitet som lektor i skatteret, og hun var medforfatter på bogen Lærebog om indkomstskat.
Hulgaard blev den 1. maj 2005 udnævnt til formand for Ligningsrådet, og fortsatte i denne stilling da organisationen afløstes af Skatterådet. Hun fratrådte formandsposten den 1. november 2010 efter eget ønske.
Hulgaard driver nu selvstændig advokatvirksomhed i Aarhus og foruden skatteret er hendes arbejdsområder selskabsret, fonds- og foreningsret samt generationsskifte af virksomheder.
Hun har bestyrelsesposter i Beck Form A/S, Bestsellerfonden og Troels Holch Povlsens Familiefond.
Hulgaard modtog i januar 2011 Magnus Prisen for 2010. 26. marts 1991 blev hun Ridder af Dannebrog.